# どっちDOTCH!
『どっちDOTCH!』（どっちどっち）は、日本テレビ系列局ほかで放送されていた読売テレビ製作のバラエティ番組である。日本テレビ系列局では1986年2月2日から同年6月29日まで、毎週日曜 19:00 - 19:30 （日本標準時）に放送。司会は古舘伊知郎が、アシスタントはさつきりせが務めていた。

## 概要

### 第1回 - 第7回の内容
1986年当時の日本人の性別と年齢の構成比を再現するために招いた一般人100人（首に10個の玉をネックレス状にしてぶら下げている）に対し、2択のアンケート問題を出していた。番組で最初に出た問題は「タモリとたけし、先に消えるのはどっち」だった。出場者は赤の意見と青の意見それぞれの帽子を被って移動し、人数の多い方が勝ち残るという方式で進行。敗者は、1問につき1個の玉を箱に捨てる。2問目以降も、「ダメ組」（敗者）は「キラキラ組」（勝者）と壁を隔てたところで移動し、正解の基準は常に100人に対してどちらが多いかで決められていた。したがって、「キラキラ組」の人数が少なくても、「ダメ組」の人数次第で勝つ可能性もあった。
数人に絞られたところで、「大凡人」を決定するゲームを行った。これは、名字だとか好きな食べ物などを答えて、どの人が最も凡人的かを敗者の投票で決めるというものだった。「大凡人」は番組特製「金のチョコレート」（もちろん食べられない。ひとつ100万円するとか）が貰えるほか、グアム旅行、さらには筆頭スポンサーのタイガー魔法瓶から電気エアーポットなどの生活家電製品が贈られた。また、首の玉が残っている出場者は、1個につき1万円の賞金が貰えた。エンディングでは、古舘と出場者全員で「大凡人」を連呼していた。
第1回から第3回までの収録は渋谷ビデオスタジオで行われていた。

## 第8回以降の内容
第8回以降は、毎回あるテーマに沿って出されるアンケートに対して出場者100人が「人間グラフ」を作り、芸能人がその結果を予想するクイズ（どちらが多いのかを予想し、さらに人数まで的中させると高得点になる）のみを行うようになった。

## 備考
本番組のタイトルは、朝日新聞以外の主要新聞（全国紙）のラジオ・テレビ欄には「どっちDOTCHI」と記されている。
| 読売テレビ製作・日本テレビ系列 日曜19:00枠       | 読売テレビ製作・日本テレビ系列 日曜19:00枠    | 読売テレビ製作・日本テレビ系列 日曜19:00枠                |
| 前番組                                           | 番組名                                        | 次番組                                                    |
| ------------------------------------------------ | --------------------------------------------- | --------------------------------------------------------- |
| ザッツ!好奇心 （1985年10月13日 - 1986年1月26日） | どっちDOTCH! （1986年2月2日 - 1986年6月29日） | クイズ・マネーイズマネー （1986年7月6日 - 1987年9月20日） |